# Hannes Reinmayr
Hannes Reinmayr (Vienna, 23 agosto 1969) è un ex calciatore austriaco, di ruolo attaccante.

## Palmarès

### Club

#### Competizioni nazionali
- Campionato austriaco: 2

Sturm Graz: 1997-1998, 1998-1999
- Coppa d'Austria: 3

Sturm Graz: 1995-1996, 1996-1997, 1998-1999
- Supercoppa d'Austria: 3

Sturm Graz: 1996, 1998, 1999